# Lucas Zahaczewski
Lucas Zahaczewski (* 17. September 2000) ist ein deutscher Fußballtorwart.

## Karriere
Nach seinen Anfängen in der Jugend des TSV Oberthulba und des 1. FC Schweinfurt 05 wechselte er im Sommer 2011 in die Jugendabteilung der SpVgg Greuther Fürth. Für seinen Verein bestritt er zwei Spiele in der B-Junioren-Bundesliga und 21 Spiele in der A-Junioren-Bundesliga. Im Sommer 2018 wurde er in den Kader der zweiten Mannschaft in der Regionalliga Bayern aufgenommen und verbrachte dort insgesamt zwei Spielzeiten. Im Sommer 2020 wechselte er innerhalb der Liga zur SpVgg Bayreuth.
Am Ende der Spielzeit 2021/22 gelang ihm mit seiner Mannschaft der Aufstieg in die 3. Liga. Seinen ersten Profieinsatz hatte er am 20. Mai 2023, dem 37. Spieltag, als er bei der 0:1-Auswärtsniederlage gegen Borussia Dortmund II in der Startformation stand.
Im Juni 2023 verlängerte er seinen Vertrag bei Bayreuth um ein weiteres Jahr.

## Erfolge
SpVgg Bayreuth
- Meister der Regionalliga Bayern und Aufstieg in die 3. Liga: 2021/22